# Isaäc Dignus Fransen van de Putte
Isaäc Dignus Fransen van de Putte (Goes, 22 marzo 1822 – L'Aia, 3 marzo 1902) è stato un politico olandese, esponente liberale e primo ministro dei Paesi Bassi dal 10 febbraio al 1º giugno 1866.
Dopo essere stato direttore di una piantagione di zucchero nella colonia olandese di Giava, Fransen van de Putte viene eletto in Parlamento e nel 1863 diventa Ministro delle Colonie.
Durante il secondo mandato si batte per la soppressione del Cultuurstelsel, il modello di produzione agricola adottato dal governo dei Paesi Bassi nelle Indie Orientali Olandesi.
Nel 1866, dopo essere stato nominato primo ministro, è costretto dopo poche settimane alle dimissioni a causa di attriti con l'ex premier Johan Rudolf Thorbecke.
Al termine della sua esperienza di governo, Fransen van de Putte tornerà ad essere parlamentare come rappresentante nella Camera Alta.